# Карл Фрідріх Ґлазенап
Карл Фрідріх Ґлазенап (нім. Carl Friedrich Glasenapp; 21 вересня 1847, Рига — 14 квітня, 1915, там само) — письменник, дослідник життя і творчості німецького композитора Ріхарда Вагнера, номінант Нобелівської премії з літератури 1903 року.

## Біографія
Карл Фрідріх Ґлазенап народився в родині районного шкільного інспектора Фрідріха Ґлазенапа і його дружини Емілії (уродженої Кульман). Після відвідин гімназії в Ризькій губернії навчався в 1867—1872 роках в Дерптському університеті класичної філології, історії мистецтв і порівняльної лінгвістики. 1873 року був найнятий як вчитель середньої школи в Пярну, де 1874 року він одружився з Генрієттою Рамбам, дочкою мера юстиції. З 1875 по 1904 рік він був старшим викладачем німецької мови і літератури в муніципальній школі для дівчат у Ризі. У 1898—1912 роках він працював в Політехнічному університеті Риги як лектор.
До 1877 року він написав першу біографію Вагнера в двох томах. Був номінований за біографію Ріхарда Вагнера в 1903 році на Нобелівську премію з літератури відразу чотирма номінантами: президентом Імператорської Академії наук великим князем Костянтином, членом Імператорської Академії витончених мистецтв Санкт-Петербурга P. Янковським, групою почесних членів Імператорської академії в Санкт-Петербурзі і групою з 38 осіб з Франції, Іспанії, Німеччини та Австрії.
Завдяки вивченню великого листування Ріхарда Вагнера виникла необхідність в переробці опублікованої 1877 року біографії. Так 1911 року була опублікована нова версія під назвою «Життя Ріхарда Вагнера» в шести томах (3107 сторінок).
Ґлазенап також є автором словника найважливіших понять вагнерівської творчості і енциклопедії історії мистецтва і культури в світлі естетичних поглядів Вагнера.
Карл Фрідріх Ґлазенап співпрацював із заснованим Вагнером «Байройтським листком».